# Olympische Sommerspiele 1968/Fußball – Gruppe A
Spiele der Gruppe A des olympischen Fußballturniers 1968.

Die beiden Gruppensieger qualifizierten sich für das Viertelfinale.
| Pl. | Land       | Sp. | S | U | N | Tore    | Diff. | Punkte |
| --- | ---------- | --- | - | - | - | ------- | ----- | ------ |
| 1.  | Frankreich | 3   | 2 | 0 | 1 | 008:400 | +4    | 04     |
| 2.  | Mexiko     | 3   | 2 | 0 | 1 | 006:400 | +2    | 04     |
| 3.  | Kolumbien  | 2   | 1 | 0 | 1 | 004:500 | −1    | 02     |
| 4.  | Guinea     | 2   | 1 | 0 | 1 | 004:900 | −5    | 02     |

## Mexiko – Kolumbien 1:0 (1:0)
| Mexiko                                                         | Mexiko | Kolumbien | Kolumbien |
| -------------------------------------------------------------- | --- | --- | --------- |
| Mexiko                                                         | \| 1. Spieltag \| \| 13. Oktober 1968 um 12:00 Uhr in Mexiko-Stadt (Aztekenstadion) \| \| Schiedsrichter: István Zsolt ( Ungarn) \| | \| 1. Spieltag \| \| 13. Oktober 1968 um 12:00 Uhr in Mexiko-Stadt (Aztekenstadion) \| \| Schiedsrichter: István Zsolt ( Ungarn) \|                                                           | Kolumbien |
| Mexiko                                                         | Javier Vargas – Juan Manuel Alejándrez, Humberto Medina – Héctor Sanabria, Mario Pérez Guadarrama, Luis Regueiro Urquiola – Héctor Pulido (70. Juan Ignacio Basaguren), Fernando Bustos, Luis Estrada, Vicente Pereda, Cesáreo Victorino Ramírez | Otoniel Quintana – Gabriel Hernández, Luis Soto – Óscar Muñoz, Dario López, Joaquín Pardo – German González, Alfredo Arango (64. Javier Tamayo), Norman Ortiz, Gustavo Santa, Gabriel Berdugo | Kolumbien |
| Mexiko                                                         | 1:0 Estrada (6.) | | Kolumbien |
| 1. Spieltag                                                    | | |           |
| 13. Oktober 1968 um 12:00 Uhr in Mexiko-Stadt (Aztekenstadion) | | |           |
| Schiedsrichter: István Zsolt ( Ungarn)                         | | |           |

## Frankreich – Guinea 3:1 (0:0)
| Frankreich                                                   | Frankreich | Guinea | Guinea |
| ------------------------------------------------------------ | --- | --- | ------ |
| Frankreich                                                   | \| 1. Spieltag \| \| 13. Oktober 1968 um 12:00 Uhr in Puebla (Estadio Cuauhtémoc) \| \| Schiedsrichter: Milivoje Gugulović ( Jugoslawien) \|                                                                     | \| 1. Spieltag \| \| 13. Oktober 1968 um 12:00 Uhr in Puebla (Estadio Cuauhtémoc) \| \| Schiedsrichter: Milivoje Gugulović ( Jugoslawien) \|                                                                             | Guinea |
| Frankreich                                                   | Henri Ribul – Jean Lempereur, Freddy Zix – Michel Verhoeve, Gilbert Plante, Jean-Michel Larqué – Jean-Louis Hodoul, Daniel Perrigaud, Daniel Horlaville, Marc-Kanyan Case (74. Charles Tamboueon), Gerard Hallet | Morlaye Camara – Pierre Bangoura , Ibrahima Fofana – Sekou Conde, Amadou Sankon, Mamadouba N’Dongo Camara (74. Fode Camara) – Ibrahima Diallo, Chérif Souleymane, Mamadouba Maxime Camara, Ibrahima Keita, Soryba Soumah | Guinea |
| Frankreich                                                   | 1:0 Hallet (61.) 2:0 Horlaville (64.) 3:0 Perrigaud (70.) | 3:1 Mamadouba Maxime Camara (79.) | Guinea |
| 1. Spieltag                                                  | | |        |
| 13. Oktober 1968 um 12:00 Uhr in Puebla (Estadio Cuauhtémoc) | | |        |
| Schiedsrichter: Milivoje Gugulović ( Jugoslawien)            | | |        |

## Frankreich – Mexiko 4:1 (3:1)
| Frankreich                                                     | Frankreich | Mexiko | Mexiko |
| -------------------------------------------------------------- | --- | --- | ------ |
| Frankreich                                                     | \| 2. Spieltag \| \| 15. Oktober 1968 um 15:30 Uhr in Mexiko-Stadt (Aztekenstadion) \| \| Schiedsrichter: Erwin Hieger ( Österreich) \|                                                   | \| 2. Spieltag \| \| 15. Oktober 1968 um 15:30 Uhr in Mexiko-Stadt (Aztekenstadion) \| \| Schiedsrichter: Erwin Hieger ( Österreich) \|                                                                                               | Mexiko |
| Frankreich                                                     | Henri Ribul – Jean Lempereur, Freddy Zix – Michel Verhoeve, Gilbert Plante, Jean-Michel Larqué – Jean-Louis Hodoul, Daniel Horlaville, Marc-Kanyan Case, Charles Tamboueon, Gerard Hallet | Javier Vargas – Juan Manuel Alejándrez, Humberto Medina – Héctor Sanabria, Mario Pérez Guadarrama, Luis Regueiro Urquiola – Héctor Pulido, Fernando Bustos, Luis Estrada (37. Elías Muñoz), Vicente Pereda, Cesáreo Victorino Ramírez | Mexiko |
| Frankreich                                                     | 1:0 Case (20.) 2:1 Tamboueon (30.) 3:1 Medina (36., Eigentor) 4:1 Case (69.) | 1:1 Victorino (26.) | Mexiko |
| 2. Spieltag                                                    | | |        |
| 15. Oktober 1968 um 15:30 Uhr in Mexiko-Stadt (Aztekenstadion) | | |        |
| Schiedsrichter: Erwin Hieger ( Österreich)                     | | |        |

## Guinea – Kolumbien 3:2 (1:0)
| Guinea                                                       | Guinea | Kolumbien | Kolumbien |
| ------------------------------------------------------------ | --- | --- | --------- |
| Guinea                                                       | \| 2. Spieltag \| \| 15. Oktober 1968 um 15:30 Uhr in Puebla (Estadio Cuauhtémoc) \| \| Schiedsrichter: Dimitar Rumentschew ( Bulgarien) \|                                                                             | \| 2. Spieltag \| \| 15. Oktober 1968 um 15:30 Uhr in Puebla (Estadio Cuauhtémoc) \| \| Schiedsrichter: Dimitar Rumentschew ( Bulgarien) \|                                                    | Kolumbien |
| Guinea                                                       | Mamadi Sano (87. Morlaye Camara) – Pierre Bangoura , Ibrahima Fofana – Sekou Conde, Amadou Sankon, Mamadouba N’Dongo Camara, Mamadouba Soumah – Fode Camara, Chérif Souleymane, Mamadouba Maxime Camara, Ibrahima Keita | Otoniel Quintana – Gabriel Hernández, Luis Soto – Óscar Muñoz, Dario López, Fabio Mosquera – German González (62. Joaquín Pardo), Alfredo Arango, Norman Ortiz, Gustavo Santa, Gabriel Berdugo | Kolumbien |
| Guinea                                                       | 1:0 Mamadouba N’Dongo Camara (26.) 2:1 Foda Camara (58.) 3:2 Fode Camara (84.) | 1:1 Santo (49.) 2:2 Mosquera (66.) | Kolumbien |
| 2. Spieltag                                                  | | |           |
| 15. Oktober 1968 um 15:30 Uhr in Puebla (Estadio Cuauhtémoc) | | |           |
| Schiedsrichter: Dimitar Rumentschew ( Bulgarien)             | | |           |

## Mexiko – Guinea 4:0 (0:0)
| Mexiko                                                         | Mexiko | Guinea | Guinea |
| -------------------------------------------------------------- | --- | --- | ------ |
| Mexiko                                                         | \| 3. Spieltag \| \| 17. Oktober 1968 um 15:30 Uhr in Mexiko-Stadt (Aztekenstadion) \| \| Schiedsrichter: Wanchai Suvaree ( Thailand) \| | \| 3. Spieltag \| \| 17. Oktober 1968 um 15:30 Uhr in Mexiko-Stadt (Aztekenstadion) \| \| Schiedsrichter: Wanchai Suvaree ( Thailand) \| | Guinea |
| Mexiko                                                         | Javier Vargas – Juan Manuel Alejándrez, Humberto Medina – Héctor Sanabria, Mario Pérez Guadarrama, Luis Regueiro Urquiola – Héctor Pulido, Fernando Bustos (35. Elías Muñoz), Luis Estrada (37. Albino Morales), Vicente Pereda, Cesáreo Victorino Ramírez | Mamadi Sano – Pierre Bangoura , Ibrahima Fofana – Sekou Conde, Amadou Sankon, Mamadouba N’Dongo Camara, Mamadouba Soumah (46. Ali Badara Dia) – Fode Camara (69. Ibrahima Diallo), Chérif Souleymane, Mamadouba Maxime Camara, Ibrahima Keita | Guinea |
| Mexiko                                                         | 1:0 Pereda (70.) 2:0 Pereda (85.) 3:0 Pulido (86.) 4:0 Pulido (88.) | | Guinea |
| Mexiko                                                         | Verwarnung: Conde (30.) Platzverweis: Keita (72.) | | Guinea |
| 3. Spieltag                                                    | | |        |
| 17. Oktober 1968 um 15:30 Uhr in Mexiko-Stadt (Aztekenstadion) | | |        |
| Schiedsrichter: Wanchai Suvaree ( Thailand)                    | | |        |

## Kolumbien – Frankreich 2:1 (2:0)
| Kolumbien                                                    | Kolumbien | Frankreich | Frankreich |
| ------------------------------------------------------------ | --- | --- | ---------- |
| Kolumbien                                                    | \| 3. Spieltag \| \| 17. Oktober 1968 um 15:30 Uhr in Puebla (Estadio Cuauhtémoc) \| \| Schiedsrichter: Karol Galba ( Tschechoslowakei) \|                                                                                 | \| 3. Spieltag \| \| 17. Oktober 1968 um 15:30 Uhr in Puebla (Estadio Cuauhtémoc) \| \| Schiedsrichter: Karol Galba ( Tschechoslowakei) \|                                                                                                   | Frankreich |
| Kolumbien                                                    | Otoniel Quintana – Gabriel Hernández, Luis Soto – Pedro Ospina, Ramiro Viafara, Alfonso Escobar – Gabriel Berdugo, Joaquín Pardo, Javier Tamayo (33. Norman Ortiz), Alfonso Jaramillo (46. Alfredo Arango), Fabio Mosquera | Guy Delhumeau – Dario Grave, Bernard Goueffic – Michel Delafosse, Gilbert Plante , Alain Laurier (46. Jean-Michel Larqué) – Jean-Louis Hodoul, Daniel Horlaville, Marc-Kanyan Case, Charles Tamboueon, Michel Permentier (49. Gerard Hallet) | Frankreich |
| Kolumbien                                                    | 1:0 Tamayo (14.) 2:0 Jaramillo (35.) | 2:1 Tamboueon (59.) | Frankreich |
| 3. Spieltag                                                  | | |            |
| 17. Oktober 1968 um 15:30 Uhr in Puebla (Estadio Cuauhtémoc) | | |            |
| Schiedsrichter: Karol Galba ( Tschechoslowakei)              | | |            |